# 第29回ヴェネツィア国際映画祭
第29回ヴェネツィア国際映画祭は、1968年8月25日から9月7日にかけて開催された。

## 上映作品

### コンペティション部門
| 日本語題                             | 原題                                     | 監督                                 | 製作国                  |
| ------------------------------------ | ---------------------------------------- | ------------------------------------ | ----------------------- |
|                                      | Fuoco!                                   | ジャン・ヴィットリオ・バルディ       | イタリア                |
|                                      | L'écume des jours                        | チャールズ・ベルモント               | フランス                |
| ベルトルッチの分身                   | Partner.                                 | ベルナルド・ベルトルッチ             | イタリア                |
| トルコ人たちのマドンナ               | Nostra signora dei turchi                | カルメロ・ベーネ                     | イタリア                |
| 枯葉の街                             | Summit                                   | ジョルジオ・ボンテンピ               | イタリア                |
|                                      | Tell Me Lies                             | ピーター・ブルック                   | イギリス                |
| フェイシズ                           | Faces                                    | ジョン・カサヴェテス                 | アメリカ合衆国          |
|                                      | Galileo                                  | リリアーナ・カヴァーニ               | イタリア                |
|                                      | Podne                                    | ムラドミール・ジョルジェビッチ       | ユーゴスラビア          |
|                                      | Después del diluvio                      | ハシント・エステバ                   | スペイン                |
|                                      | Me and My Brother                        | ロバート・フランク                   | アメリカ合衆国          |
|                                      | Wheel of Ashes                           | ピーター・エマニュエル・ゴールドマン | アメリカ合衆国 フランス |
|                                      | Csend és kiáltás                         | ミクロシュ・ヤンチョー               | ハンガリー              |
|                                      | Zbehovia a pútnici                       | ユライ・ヤクビスコ                   | チェコスロバキア        |
|                                      | Sept jours ailleurs                      | マラン・カルミッツ                   | フランス                |
| サーカス小屋の芸人たち 処置なし      | Die Artisten in der Zirkuskuppel: Ratlos | アレクサンダー・クルーゲ             | 西ドイツ                |
|                                      | Falak                                    | アンドラーシュ・コバックス           | ハンガリー              |
|                                      | Le Socrate                               | ロベール・ラプジャド                 | フランス                |
|                                      | Das Schloß                               | ルドルフ・ノルティ                   | 西ドイツ                |
| テオレマ                             | Teorema                                  | ピエル・パオロ・パゾリーニ           | イタリア                |
| モンタレー・ポップ フェスティバル'67 | Monterey Pop                             | D・A・ペネベイカー                   | アメリカ合衆国          |
|                                      | L'enfance nue                            | モーリス・ピアラ                     | フランス                |
| ふれあい                             | Diario di una schizofrenica              | ネロ・リージ                         | イタリア                |
|                                      | Stress-es tres-tres                      | カルロス・サウラ                     | スペイン                |
| 狂った青春                           | Wild in the Streets                      | バリー・シアー                       | アメリカ合衆国          |
|                                      | Kierion                                  | デモス・テオス                       | ギリシャ                |
|                                      | Ballade pour un chien                    | ジェラール・ヴェルジュ               | フランス                |

### 非コンペティション部門
| 日本語題 | 原題                             | 監督                   | 製作国           |
| -------- | -------------------------------- | ---------------------- | ---------------- |
|          | Sul davanti fioriva una magnolia | パオロ・ブレシア       | イタリア         |
|          | Het compromis                    | フィロ・ブレグスタイン | オランダ         |
|          | O slavnosti a hostech            | ヤン・ニェメツ         | チェコスロバキア |
|          | Mandabi                          | センベーヌ・ウスマン   | セネガル         |

## 審査員
- グイド・ピオヴェーネ （ イタリア/作家） 審査員長
- ジャック・ドニオル＝ヴァルクローズ （ フランス/映画批評家）
- 岩崎昶 （ 日本/映画批評家）
- ロジャー・マンベル （ イギリス/作家）
- イシュトヴァン・ネメシュキュルティ （ ハンガリー/脚本家、プロデューサー）
- ヴィセンテ・アントニオ・ピネダ （ スペイン/映画祭プロデューサー）
- エドガー・ライツ （ 西ドイツ/映画監督）

## 受賞結果
- 金獅子賞：『サーカス小屋の芸人たち 処置なし』（アレクサンダー・クルーゲ）
- 審査員特別賞：『トルコ人たちのマドンナ』（カルメロ・ベーネ）、『Le Socrate』（ロベール・ラプジャド）
- 男優賞：ジョン・マーレイ （『フェイシズ』）
- 女優賞：ラウラ・ベッティ （『テオレマ』）
- 新人賞：『Het compromis』（フィロ・ブレグスタイン）
- サン・ジョルジョ賞：『L'enfance nue』（モーリス・ピアラ）
- 特別表彰：『Kierion』（デモス・テオス）